# Zarubynci (dawna wieś)
Zarubynci (ukr. Зару́бинці; pol. hist. Zarubińce) – uroczysko znajdujące się na Ukrainie, w rejonie kaniowskim obwodu czerkaskiego. Zarubynci to dawna wieś niedaleko Perejesławia, która w latach 70. XX wieku zalana została przez Zbiornik Kaniowski.
W wyniku badań archeologicznych na tamtejszym cmentarzysku w 1899 roku, Wikientij Chwojka wyodrębnił wczesnosłowiańską kulturę zarubiniecką.